# Saint-Laurent-des-Autels
Saint-Laurent-des-Autels korábbi község Franciaország Loire mente régiójában, Maine-et-Loire megyében. 2015. december 15-én nyolc másik korábbi községgel egyesült és Orée d’Anjou új község része lett.
Lakosainak száma 2273 fő (2018. január 1.). Saint-Laurent-des-Autels Drain, Le Fuilet, Landemont, Liré, Saint-Christophe-la-Couperie és Saint-Sauveur-de-Landemont községekkel határos.

## Népesség
A település népessége az elmúlt években az alábbi módon változott:
| Lakosok száma | 1062 | 1136 | 1319 | 1510 | 1496 | 2069 | 2194 | 2286 | 2256 | 2273 |
|               | 1962 | 1968 | 1982 | 1990 | 1999 | 2008 | 2011 | 2013 | 2017 | 2018 |